# Мидлум (Вурстен)
Мидлум (њем. Midlum) општина је у њемачкој савезној држави Доња Саксонија. Једно је од 57 општинских средишта округа Куксхафен. Према процјени из 2010. у општини је живјело 1.838 становника. Посједује регионалну шифру (AGS) 3352034.

## Географски и демографски подаци
Мидлум се налази у савезној држави Доња Саксонија у округу Куксхафен. Општина се налази на надморској висини од 21 метра. Површина општине износи 31,1 km². У самом мјесту је, према процјени из 2010. године, живјело 1.838 становника. Просјечна густина становништва износи 59 становника/km².